# InnoTrans
InnoTrans es la mayor feria del mundo enfocada al transporte ferroviario. Se celebra cada dos años en el centro de exposiciones  Messe Berlin que se caracteriza por tener numerosas vías al aire libre que se utilizan para exhibir los trenes. Durante el fin de semana siguiente a la exhibición, la feria se encuentra abierta al público.

## Historia y enfoques
Desde su fundación, la feria se ha convertido en la mayor y más importante exposición especializada en tecnología de transporte ferroviario, y se considera la feria líder del sector. Se centra principalmente en vehículos sobre raíles para el transporte de pasajeros y mercancías, así como en sus conjuntos y componentes. Además, cuenta con diversos expositores de equipamiento para vehículos.
Otra área temática es la infraestructura y la tecnología de vías. Actualmente, hay un número creciente de expositores en tecnología de construcción de túneles. También se pueden encontrar fabricantes de instalaciones fijas y sistemas de información al pasajero. Un tercer enfoque son las tecnologías de la información y la gestión del tráfico, así como otros servicios relacionados.
La primera edición de InnoTrans se inauguró el 15 de octubre de 1996, con la participación de 172 empresas. Ya en la segunda InnoTrans, en 1998, Messe Berlin pudo ofrecer una parrilla de vías de 800 metros en el recinto ferial; simultáneamente, se celebró Eurailspeed con otra exhibición de vehículos en la estación de Berlín-Grunewald. Con InnoTrans 2006 se establecieron áreas de exhibición separadas para los temas Railway Technology, Railway Infrastructure, Public Transport, Tunnel Construction e Interiors, así como el Career Point como punto de encuentro para nuevos talentos.
InnoTrans 2008 se celebró del 23 al 26 de septiembre. Con 1.912 expositores (aproximadamente un 20 % más que en 2006) de 42 países, 150.000 metros cuadrados de espacio en pabellones (un 50 % más que en 2006) y 91 vehículos en 3.500 metros de vías, se establecieron nuevos récords. También se registró un aumento de aproximadamente el 25 % en visitantes profesionales, alcanzando un total de más de 80.000 de más de cien países. El volumen de los contratos firmados en la feria ascendió a más de dos mil millones de euros. Con motivo de InnoTrans se celebraron varias conferencias y congresos especializados. Los días para el público general fueron el 27 y 28 de septiembre.
En InnoTrans 2010 se alcanzó nuevamente un récord, con más de 100.000 visitantes profesionales de 100 países y 2.242 expositores de 45 países, que por primera vez ocuparon todo el recinto ferial. En el área al aire libre se presentaron 121 vehículos en 3.500 metros de vías.
Debido a la fuerte demanda en el sector del transporte público, se planeó un evento derivado llamado "Public Transport Interiors"; después de que la feria independiente prevista para 2011 fuera pospuesta, en InnoTrans 2012 se presentó por primera vez el "Foro de Transporte Público e Interiores", que además de una exhibición de proveedores, ofreció una serie de presentaciones multimedia sobre nuevos conceptos de diseño.
En InnoTrans 2012 se inscribieron 2.450 expositores de 47 países. Por primera vez, todos los pabellones y el área al aire libre estaban completamente ocupados. Se presentaron 104 estrenos mundiales y se anunciaron acuerdos comerciales por valor de 1.800 millones de euros.
La décima edición de InnoTrans, en 2014, se celebró del 23 al 26 de septiembre. Los días para el público general, 27 y 28 de septiembre, atrajeron a alrededor de 15.000 interesados. Por primera vez se utilizó el nuevo pabellón de exposiciones CityCube, con 12.000 m² adicionales de espacio de exhibición.
En 2016, InnoTrans se celebró del 20 al 23 de septiembre. Por primera vez hubo áreas de presentación para autobuses, con un circuito de 500 metros donde se podían realizar demostraciones.
InnoTrans 2020 debía celebrarse del 22 al 25 de septiembre de 2020, pero debido a la pandemia de COVID-19 en Alemania se pospuso inicialmente a abril de 2021, y luego se canceló por completo. InnoTrans 2022 se celebró del 20 al 23 de septiembre.
InnoTrans 2024 se celebró del 24 al 27 de septiembre de 2024. Con alrededor de 170.000 visitantes de 133 países y 2.940 expositores de 59 países, se establecieron nuevos récords.
InnoTrans 2026 se celebrará del 22 al 25 de septiembre de 2026.

## Público objetivo y días para el público general
El principal público objetivo son las empresas de transporte y los fabricantes de tecnología de transporte. Además, la feria está dirigida a empresas constructoras, científicos y busca una amplia cobertura mediática.
Durante los días para el público de InnoTrans, que tenían lugar el fin de semana posterior a la feria, el público general podía acceder al área al aire libre con el parque de vehículos de la feria por un precio de entrada reducido (hasta 2008 gratuito, 2010: 2 euros, a partir de 2012: 2,50 euros, a partir de 2016: 3,00 euros). Los días para el público en fin de semana estaban acompañados por un programa de entretenimiento.
Desde InnoTrans 2018, los días para el público ya no se celebran, argumentando falta de espacio y limitaciones logísticas.

## Datos
Los siguientes datos provienen de Messe Berlin GmbH.
| Año  | Expositores                                            | Expositores internacionales                            | Visitantes profesionales                               | Visitantes profesionales internacionales               | Superficie de exposición                                                    | Visitantes en días públicos                            |
| ---- | ------------------------------------------------------ | ------------------------------------------------------ | ------------------------------------------------------ | ------------------------------------------------------ | --------------------------------------------------------------------------- | ------------------------------------------------------ |
| 1996 | 172                                                    | 21                                                     | 6.376                                                  | 829                                                    | 4.524 m² (netos)                                                            |                                                        |
| 1998 | 403                                                    | 100                                                    | 13.164                                                 | 3.278                                                  | 10.534 m² (netos)                                                           |                                                        |
| 2000 | 826                                                    | 268                                                    | 23.909                                                 | 4.662                                                  | 22.179 m² (netos)                                                           |                                                        |
| 2002 | 1.047                                                  | 419 de 30 países                                       | 35.686                                                 | 9.385                                                  | 29.469 m² (netos)                                                           | 30.000                                                 |
| 2004 | 1.369                                                  | 630 de 35 países                                       | 44.968                                                 | 14.300                                                 | 40.468 m² (netos, vías férreas: 1.868 metros lineales)                      | 21.000                                                 |
| 2006 | 1.603                                                  | 785 de 40 países                                       | 64.422                                                 | 25.769 de 90 países                                    | 50.591 m² (netos, vías férreas: 1.868 metros lineales)                      | 25.000                                                 |
| 2008 | 1.914                                                  | 995 de 41 países                                       | 85.592                                                 | 39.816 de 100 países                                   | 132.909 m² (brutos, vías férreas: 2.923 metros lineales)                    | 25.000                                                 |
| 2010 | 2.242                                                  | de 45 países                                           | 106.612                                                | 53.936 de 110 países                                   | 81.000 m² (netos, vías férreas: 3.500 metros lineales)                      | alrededor de 14.000                                    |
| 2012 | 2.515                                                  | de 49 países                                           | 126.110                                                | 62.603                                                 | 94.608 m² (netos), 180.000 m² (brutos), vías férreas: 3.500 metros lineales | casi 20.000                                            |
| 2014 | 2.761                                                  | 1.669 de 55 países                                     | 133.595                                                | 71.899                                                 | 102.843 m² (netos)                                                          | alrededor de 15.000                                    |
| 2016 | 2.955                                                  | 1.843 de 60 países                                     | 144.470                                                | 75.401                                                 | 200.000 m² (brutos), vías férreas: 3.500 metros lineales                    | alrededor de 16.000                                    |
| 2018 | 3.062                                                  | 1.868 de 61 países                                     | 153.421                                                | ?? de 149 países                                       | 111.984 m² (netos), vías férreas: 3.500 metros lineales                     | alrededor de 12.000                                    |
| 2020 | Cancelada debido a la pandemia de COVID-19 en Alemania | Cancelada debido a la pandemia de COVID-19 en Alemania | Cancelada debido a la pandemia de COVID-19 en Alemania | Cancelada debido a la pandemia de COVID-19 en Alemania | Cancelada debido a la pandemia de COVID-19 en Alemania                      | Cancelada debido a la pandemia de COVID-19 en Alemania |
| 2022 | 2.834                                                  | de 56 países                                           | 140.000                                                | de más de 131 países                                   | 200.000 m² (brutos), vías férreas: 3.500 metros lineales                    | no se celebraron                                       |
| 2024 | 2.940                                                  | de 59 países                                           | 170.000                                                | de 133 países                                          | 200.000 m² (brutos), vías férreas: 3.500 metros lineales                    | no se celebraron                                       |